# Nouveau look pour une nouvelle vie
Nouveau look pour une nouvelle vie est une émission de télévision française (type téléréalité) diffusée sur M6 depuis le 26 octobre 2004, rediffusé sur Téva puis sur 6ter et présentée par Cristina Córdula.

## Diffusion
Sur M6, cette émission n'est pas soumise à une grille stricte hebdomadaire ou mensuelle. Elle est cependant toujours diffusée en seconde partie de soirée, généralement le lundi soir, parfois après l'émission L'amour est dans le pré.

## Concept
L'émission propose au téléspectateur de suivre étapes par étapes le relooking esthétique et le coaching psychologique d'un(e) candidat(e) souhaitant changer d'apparence ou se sentir mieux dans sa peau.

## Déroulement
L'émission se déroule en 3 parties :
- le candidat, avant la transformation, se livre au jugement des passants, par le biais d'un micro-trottoir. Cette étape permet la prise de conscience du problème dont souffre le(a) candidat(e) ;
- à l'aide des stylistes et de coachs personnels, le candidat est soumis à de multiples transformations plus ou moins radicales : changement de style vestimentaire, coiffeur, maquillage, opérations esthétiques légères parfois (blanchiment des dents), etc.
- à la fin de l'émission, le candidat retrouve ses proches qui découvrent son nouveau look.

## Présentation
De 2004 à 2008, l'émission était présentée par Véronique Mounier qui était accompagnée des coachs Émilie Albertini et Cristina Córdula.
De 2008 à 2011, Émilie Albertini et Cristina Córdula, tout en restant coachs de l'émission, sont également devenues  présentatrices.
À partir de 2012, Cristina Córdula est la seule coach et présentatrice de l’émission car Émilie Albertini a quitté le Groupe M6.